# Instinto animal
Instinto animal es un EP de la banda española de heavy metal Ángeles del Infierno y fue lanzado en 1986 por la discográfica Warner Music Spain en formato de disco de vinilo.

## Grabación y lanzamiento
Este álbum fue grabado en abril de 1986 en los estudios Mediterráneo ubicados en la ciudad de Ibiza, España.  Fue producido por WEA Records y Claxon PRD. Tiempo después, Instinto animal salió al mercado.
Al ser publicado para promocionar el que sería su próximo álbum de estudio, Joven para morir, este EP contiene cuatro canciones del disco antes mencionado.

## Lista de canciones
| Cara A |                       |                         |          |  |
| N.º    | Título                | Escritor(es)            | Duración |  |
| 1.     | «Todo lo que quiero»  | Robert Álvarez          | 3:03     |  |
| 2.     | «Lo tomas o lo dejas» | Juan Gallardo / Álvarez | 3:45     |  |

| Cara B |                          |                    |          |  |
| N.º    | Título                   | Escritor(es)       | Duración |  |
| 3.     | «No hay tiempo»          | Gallardo / Álvarez | 3:54     |  |
| 4.     | «No quiero vivir sin ti» | Gallardo / Álvarez | 2:55     |  |

## Créditos

### Ángeles del Infierno
- Juan Gallardo — voz
- Robert Álvarez — guitarra
- Manu García — guitarra
- Santi Rubio — bajo
- Iñaki Munita — batería y percusiones

### Músico adicional
- Dennis Henman — teclados

### Personal de producción
- WEA Records — productor
- Claxon PRD — productor y dirección
- Dennis Henman — ingeniero de audio
- Manuel ‹Dosos› Olmedilla — diseño de portada